# Leopard 2PL
Leopard 2PL je polská modernizovaná verze německého hlavního bojového tanku Leopard 2A4.

## Vývoj
V roce 2002 převzaly polské pozemní síly z německého Bundeswehru první z celkem 142 tanků Leopard 2A4 a již tehdy se mluvilo o jejich nutné modernizaci. První plány na ni však byly zhotoveny až o deset let později a program dostal název Leopard 2PL. 
Testy prvních Leopard 2PL začaly v březnu 2018 v Polsku. Původně měly být první tanky předány již v tomto roce a poslední v roce 2021. Dodávány měly být ve dvou etapách, nejdříve 128 kusů a posléze zbývajících 14. V prosinci 2019 ale obě strany (tedy Rheinmetall Land Systems a Zakłady Mechaniczne „Bumar-Łabędy” SA) podepsaly dodatek k původní smlouvě, jež mimo jiné prodlužuje dodávky Leopardů do roku 2023.
První Leopardy 2PL převzaly polské pozemní síly v květnu 2020. Nadále se počítá s další modernizací na standard Leopard 2PL M1.

## Design

### Výzbroj
Primární zbraň tvoří modernizovaný kanón ráže 120 mm Rheinmetall Rh-120 L/44 s upraveným nabíjecím mechanismem. Jako střelivo se používá podkaliberní DM63A1 a programovatelné tříštivotrhavé DM11. Celkem tank převáží 42 kusů munice. Sekundární výzbroj tvoří dva kulomety MG3 ráže 7,62 mm.

### Pancéřování
Modernizace Leopardů 2A4 na standard 2PL zahrnuje zvýšení balistické odolnosti věže na úroveň vyšší než u verze Leopard 2A5. Od zvýšení pancéřování na korbě a podvozku vozidla bylo upuštěno z důvodu výrazného navýšení hmotnosti a celkového snížení nákladů.

### Pohon
Stroje jsou poháněny motorem MTU-MB 873 o výkonu 1500 koní. Díky němu mohou Leopardy 2PL zdolat překážku o výšce 1,1 m a brodit se až do hloubky 3 m. 

## Uživatelé
- Polsko – polské pozemní síly mají v aktivní službě v současnosti (2022) 24 tanků Leopard 2PL a 10 typu Leopard 2PL M1.